# Mikoly
Mikoly (též Mikuly nebo Nikoly, německy Miggolz) je zaniklá ves v katastrálním území Mladoňov, součást obce Dolní Dvořiště v okrese Český Krumlov. Ves ležela vpravo od silnice II/158 mezi Rychnovem nad Malší a Bukovskem. Býval zde mlýn Fuchsmühle.

## Historie
První písemná zmínka o vesnici je z roku 1325. Po několik století zde žil rod Bláhů.
V 16. století zde žili svobodníci Havel z Mikolů, po něm Matěj Slavík z Mikolů, naposledy Martin z Mikolů. Roku 1579 dán z nařízení císaře Rudolfa II. v poddanství Vilémovi z Rožmberka svobodník  Martin Slavík v Nykolech. V roce 1843 Mikoly patřily do panství Rožmberk. Od roku 1850 to byla osada obce Mladoňov. V letech 1869–1910 ves byla vedena pod názvem Mikuly jako osada obce Lhotka, v letech 1921–1930 ves byla osadou obce Mladoňov, v roce 1950 to byla osada obce Všeměřice, v dalších letech jako osada zanikla.

## Obyvatelstvo
|           | 1869 | 1880 | 1890 | 1900 | 1910 | 1921 | 1930 | 1950 |
| --------- | ---- | ---- | ---- | ---- | ---- | ---- | ---- | ---- |
| Obyvatelé | 118  | 145  | 144  | 117  | 117  | 123  | 118  | .    |
| Domy      | 25   | 25   | 24   | 24   | 24   | 24   | 24   | 23   |